# Namie (Fukushima)
Namie (浪江町 Namie-machi?) es un pueblo localizado en la prefectura de Fukushima, Japón. En junio de 2019 tenía una población de 0 habitantes y una densidad de población de 0 personas por km². Su área total es de 223,14 km².

## Geografía

### Municipios circundantes
- Prefectura de Fukushima
  - Minamisōma
  - Nihonmatsu
  - Tamura
  - Katsurao
  - Futaba
  - Ōkuma
  - Iitate
  - Kawamata

## Demografía
Según datos del censo japonés, la población de Namie ha disminuido en los últimos años.
| Año del censo | Población |
| ------------- | --------- |
| 1995          | 23.245    |
| 2000          | 22.609    |
| 2005          | 21.615    |
| 2010          | 20.905    |
| 2015          | 0         |

## Tsunami y accidente de Fukushima de 2011
El 11 de marzo de 2011 la ciudad fue devastada por el tsunami y posterior terremoto que asoló la región de Tōhoku, debido a que en la costa estaba situada la central nuclear de Fukushima esta explotó y la ciudad fue evacuada a los pocos días por el peligro a la radiación. A causa de la radiactividad de la zona, no se empezaron a buscar cadáveres fruto de la catástrofe.
El 15 de abril de 2012, el ayuntamiento pidió al Gobierno asistencia sanitaria gratuita y chequeos para los ciudadanos como la glándula tiroides. El Gobierno proporcionó a la población guías médicas relacionadas con enfermedades relacionadas con la radiación como las sufridas en Hiroshima y Nagasaki.
Las autoridades decidieron evacuar la ciudad, no sin antes examinar a la población con un dosimetro instalado en Nihonmatsu para no exponer la salud de los ciudadanos. Un análisis completo llevaba dos minutos por lo que al día eran examinadas cerca de cincuenta personas. A finales de año concluyeron los chequeos y el Gobierno ofreció a los ciudadanos de Namie a ser incluidos en un programa de registro. Una de las razones principales fue el tiempo al que estuvieron expuestos después de que el Gobierno de la Prefectura ignorase los datos del SPEEDY.
El 1 de abril de 2013 se completó la evacuación y las autoridades japonesas acordonaron el perímetro en tres zonas dependiendo de los niveles de radiación.